# Modalità Shabbat
La modalità Shabbat (in inglese Sabbath mode), chiamata anche modalità Shabbos, è una funzionalità di molti elettrodomestici moderni, inclusi forni elettrici, lavastoviglie, e frigoriferi, che ha lo scopo di assoggettarli a vari vincoli per consentirgli di essere utilizzati dagli ebrei osservanti le regole dello Shabbat durante tale giorno della settimana e le festività ebraiche. Tale modalità di solito prevale sul normale funzionamento quotidiano dell'apparecchio elettrico e ha lo scopo di rendere il funzionamento dell'apparecchio conforme alle regole della Halakhah (legge ebraica).
L'Halakhah vieta agli ebrei di svolgere "lavori che creano" durante lo Shabbat. Gli ebrei osservanti interpretano questo divieto includendovi varie attività tra cui accendere un fuoco, preparare il cibo o persino premere un interruttore o un pulsante elettronico. Sono state ideate dunque soluzioni tecnologiche per coloro che hanno bisogno di utilizzare dispositivi elettronici (o controllati elettronicamente) durante lo Shabbat, tra cui appunto la "modalità Sabbath" per gli elettrodomestici.

## Nei forni

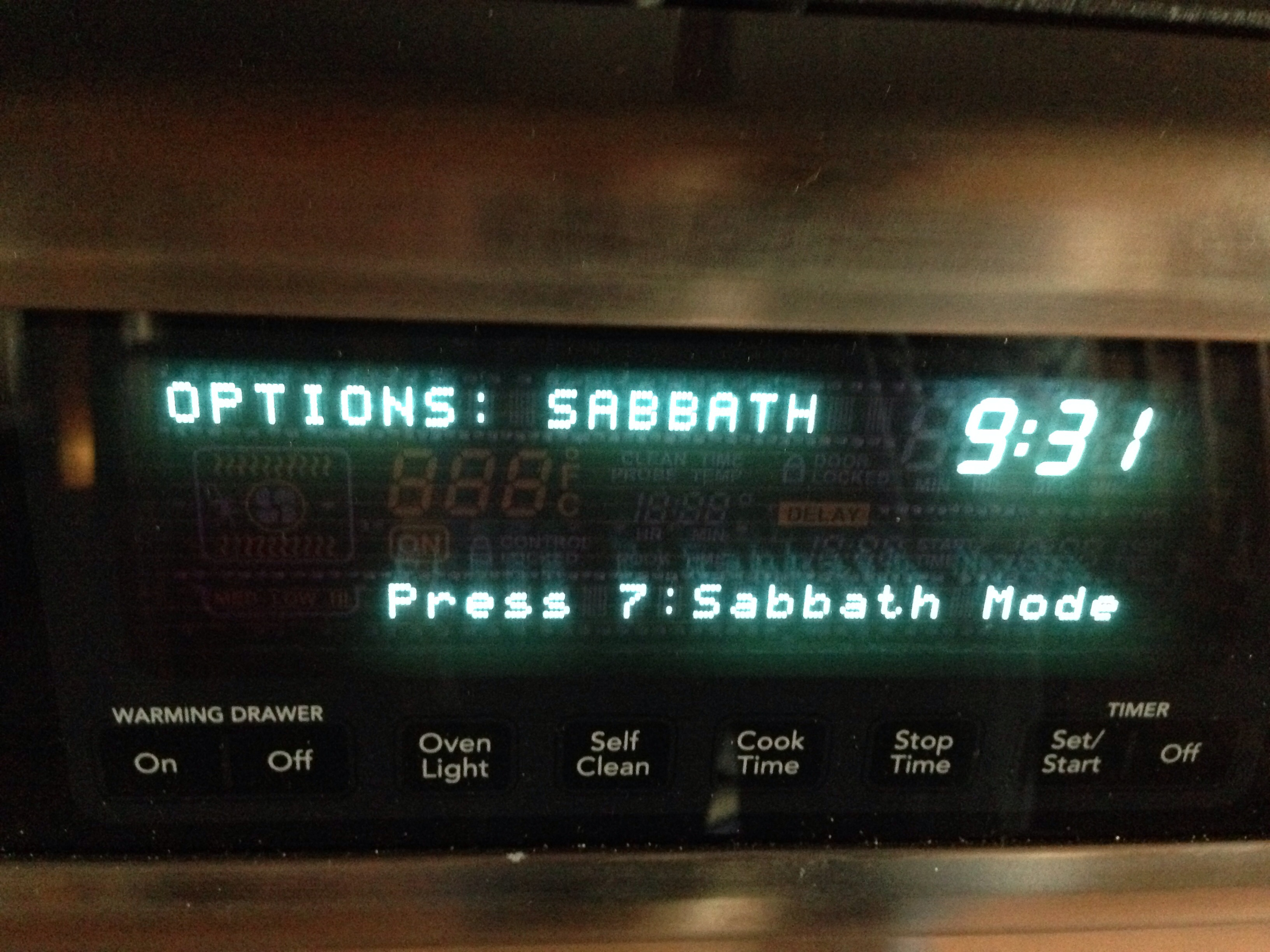
Display di un forno funzionante in modalità Shabbat

Secondo la Halakhah il cibo crudo non può essere cotto durante lo Shabbat, tuttavia il cibo già cotto in precedenza può essere tenuto caldo fino all'ora del pasto. In passato chi osservava lo Shabbat lasciava scaldare il cibo sul fornello dove era stato coperto con un blech (lamina di metallo) o nel forno in cui era stato cotto prima dell'inizio dello Shabbat. Oggi si cerca di utilizzare il forno della cucina per mantenere caldo il cibo per il consumo durante lo Shabbat, ma bisogna essere certi che, aprendo la porta per prelevare il cibo, nessuna legge dello Shabbat sia inavvertitamente violata. Un esempio di ciò potrebbero essere i forni programmati per staccare automaticamente l'alimentazione elettrica dal loro elemento riscaldante quando la porta viene aperta: l'uso di questo tipo di forno non sarebbe possibile nello Shabbat senza apportare modifiche.
Nei giorni festivi (Yom Tov) il cibo può essere cucinato, ma è vietato accendere il fuoco. In tali giorni le esigenze domestiche del consumatore attento allo Shabbat possono richiedere che il forno venga riscaldato fino a 72 ore per consentire la cottura durante la festa. In passato si accendeva semplicemente un fornello o un forno prima dell'inizio della festa e il suo calore veniva utilizzato nei giorni successivi. Negli ultimi decenni i produttori di elettrodomestici hanno tuttavia introdotto caratteristiche di sicurezza ed efficienza energetica che rappresentano una sfida per il loro utilizzo durante le festività ebraiche, come lo spegnimento automatico che spegne automaticamente il sistema di riscaldamento del forno dopo un numero predeterminato di ore.
Affinché un elettrodomestico sia conforme ai requisiti religiosi quando è operativa la modalità Shabbat, è necessario che l'elettrodomestico non svolga lo spegnimento automatico e dovrebbero essere automaticamente disabilitate tutte le accensioni di luci e display attivate automaticamente in seguito ad un'azione dell'utente (ad esempio, una luce che potrebbe accendersi quando si apre la porta). Tuttavia diversi produttori non hanno affrontato i problemi causati dagli elementi riscaldanti e dai termostati, che in alcune modalità Sabbath continuano a funzionare normalmente, il che è in contraddizione con l'opinione normativa halachica. Alcuni modelli non si occupano nemmeno della questione delle luci.
Nei forni di progettazione più recente, la modalità Shabbat spesso prevede la possibilità di regolare la temperatura del forno senza alcun feedback per l'operatore del forno. Con alcuni forni in modalità Shabbat dove l'impostazione della temperatura avviene tramite pulsanti, dopo aver premuto il pulsante viene attivato un ritardo casuale prima che avvenga il cambiamento di temperatura.
Nel giugno 2008 nove posek, autorità religiose della forma conservatrice dell'ebraismo ortodosso charedì, hanno firmato una dichiarazione pubblica (Kol Kore) affermando che, nella modalità Shabbat approvata dalla certificazione Star-K Kosher, durante lo Yom Tov è vietato alzare o abbassare la temperatura utilizzando la riprogrammazione. La dichiarazione si riferiva (sebbene senza menzionarlo esplicitamente) all'opinione divergente del rabbino Moshe Heinemann come a un'opinione minoritaria (Da'as Yachid) su cui non si doveva fare affidamento. Tuttavia, il rabbino Heinemann ha affermato di continuare a sostenere la sua opinione secondo cui ciò sia lecito.

## Nei frigoriferi

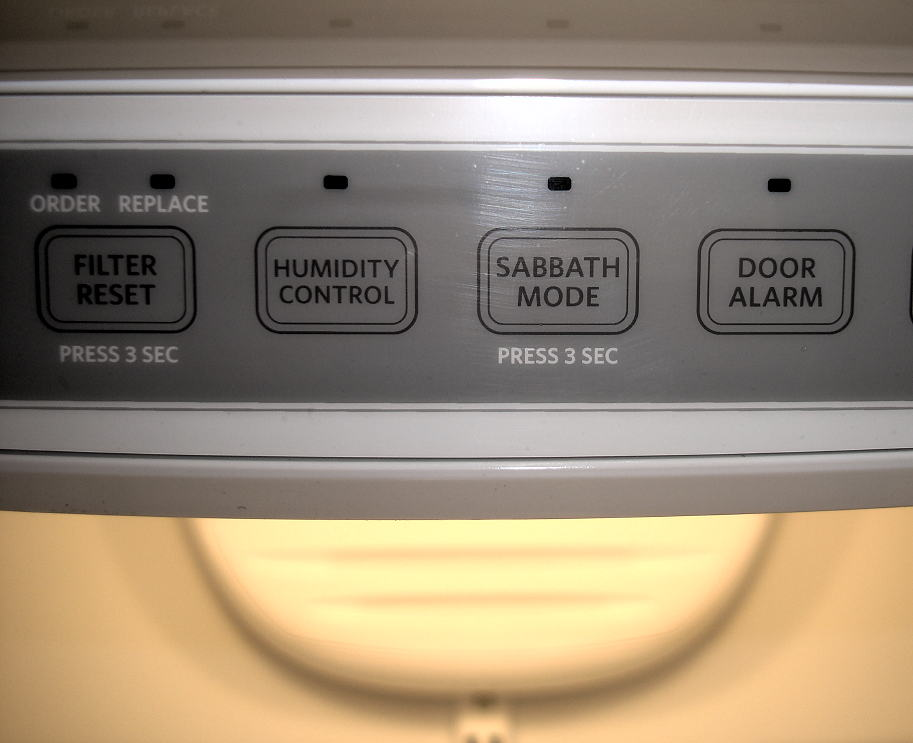
Modalità Shabbat su un frigorifero

Un frigorifero in modalità Shabbat include almeno la possibilità di lasciare spente tutte le luci o altre attività elettriche che potrebbero altrimenti attivarsi quando si apre la porta del frigorifero. Alcuni frigoriferi in modalità Shabbat includono un timer per il compressore in modo che l'apertura della porta, che normalmente causerebbe indirettamente l'accensione del compressore come conseguenza dell'aumento di temperatura, non abbia alcun effetto immediato sul funzionamento elettrico dell'apparecchio.

## Nelle lampade

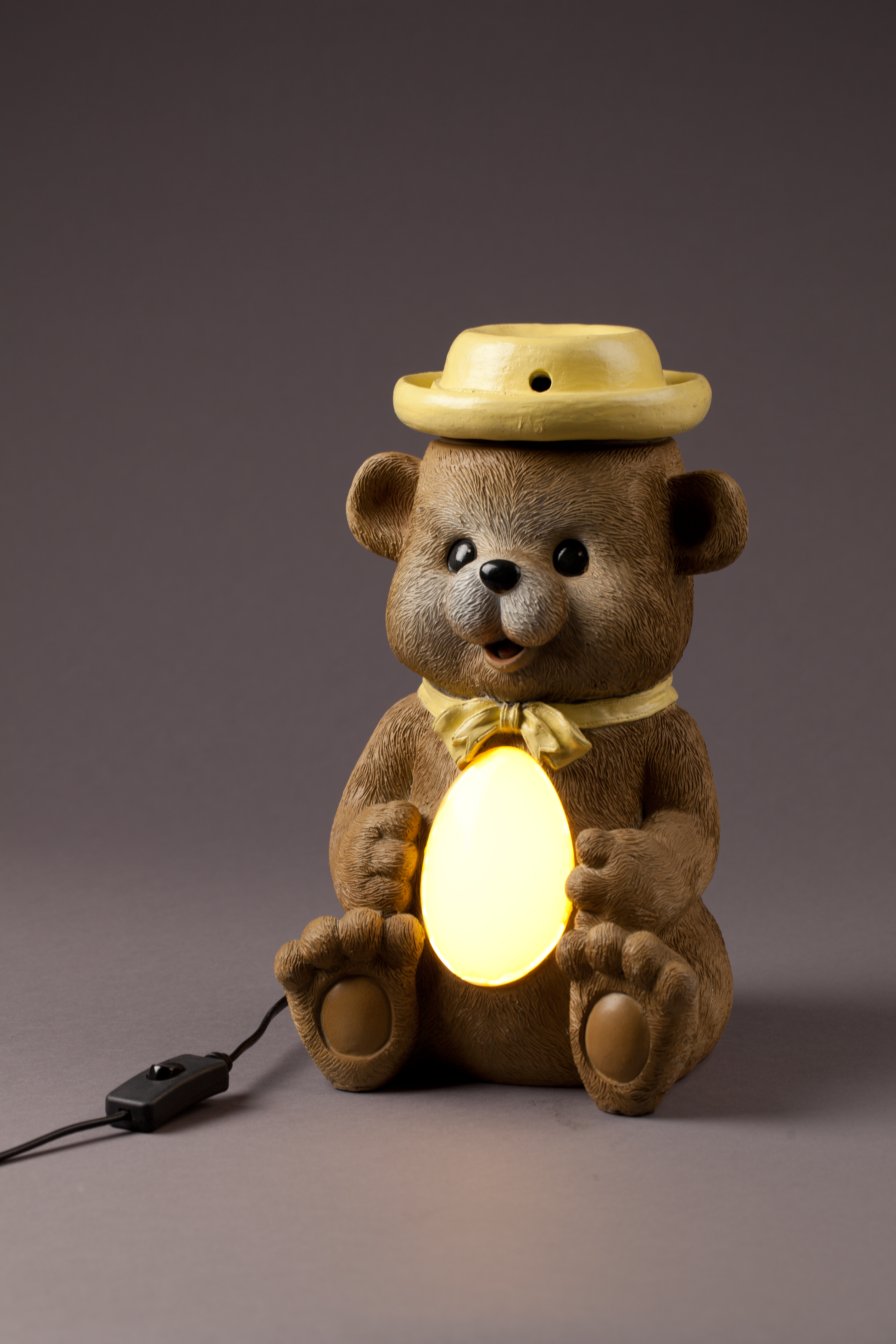
Le lampade Shabbat per bambini, come l'orsacchiotto qui raffigurato, hanno caratteristiche che permettono di coprire la luce senza usare l'elettricità. Sotto il cappello dell'orso c'è un guscio nero che gira per nascondere completamente la lampadina.

Una lampada Shabbat è una lampada speciale dotata di parti mobili per esporre o bloccare la luce in modo che possa essere "accesa" o "spenta" lasciando la sua alimentazione fisicamente accesa. Ciò consente alla luce della lampada di essere controllata dagli ebrei osservanti lo Shabbat che accettano questo uso, per rendere una stanza buia o illuminata durante lo Shabbat senza effettivamente accendere o spegnere l'apparecchio elettrico.